# Multimetryczny wskaźnik zakwaszenia jezior z wykorzystaniem bezkręgowców
Multimetryczny wskaźnik zakwaszenia jezior z wykorzystaniem bezkręgowców, MILA – wskaźnik stosowany w Szwecji do monitorowania jakości wód jeziornych oparty na stanie makrozoobentosu.
MILA służy do oceny stanu ekologicznego wód, przy czym jest wskaźnikiem oceniającym przede wszystkim zakwaszenie wód, niezależnie od tego, czy jego źródło jest naturalne czy antropogeniczne. Część terenowa polega na pobraniu siatką hydrobiologiczną pięciu prób jednego stanowiska w bentalu. Termin poboru to jesień.
W skład wielometrycznego wskaźnika MILA wchodzi sześć wskaźników cząstkowych:
- względna liczebność jętek
- względna liczebność muchówek
- liczba taksonów mięczaków
- liczba taksonów jętek
- AWIC (Acid Water Indicator Community, wskaźnik stosowany w Wielkiej Brytanii)
- względna liczebność drapieżników.

Każdy ze wskaźników cząstkowych jest normalizowany tak, aby uzyskiwał wartość od 0 do 10. W celu obliczenia wskaźnika MILA znormalizowane wskaźniki cząstkowe dodaje się, ich sumę mnoży przez 10, a tak uzyskany iloczyn dzieli przez 6, przez co ostatecznie MILA przyjmuje wartości od 0 do 100. 
Wskaźnik opracowali w 2007 roku Richard K. Johnson i Willem Goedkoop, naukowcy ze Szwedzkiego Uniwersytetu Rolniczego, na potrzeby wdrożenia przez Szwecję monitoringu wód zgodnego z ramową dyrektywą wodną. Jego stosowanie jest umocowane decyzją Komisji Europejskiej.